# Callicebus modestus
Il callicebo di Lönnberg o callicebo del Rio Beni (Callicebus modestus Lönnberg, 1939) è un primate Platirrino della famiglia dei Pitecidi.
Come il nome comune può suggerire, la specie è endemica di una zona ristretta attorno alla parte terminale del Rio Beni, poco prima della sua confluenza nel Rio Mamoré, in Bolivia settentrionale (dipartimento di Pando). Non va tuttavia confuso con un'altra specie, Callicebus olallae, chiamata comunemente anch'essa "callicebo del Rio Beni" e con un areale leggermente più meridionale.
Si tratta di animali lunghi poco meno di un metro, di cui tuttavia più della metà spetta alla coda. Quest'ultima è semiprensile e non viene utilizzata attivamente negli spostamenti tra gli alberi, limitandosi a fungere da bilanciere durante i salti: i titi, tuttavia, sono soliti utilizzare la coda per altri scopi, attorcigliandola alla coda di un altro esemplare (generalmente il compagno) durante i momenti di relax.
Questi animali vivono in gruppetti familiari, composti da una coppia riproduttrice ed in media tre cuccioli non ancora indipendenti. A prendersi cura dei nuovi nati è principalmente il maschio, coadiuvato dai figli di parti precedenti. La femmina partorisce una volta l'anno ed ogni parto conta nella maggior parte dei casi un unico cucciolo, che resta coi genitori per tre anni circa. I gruppi familiari sono assai territoriali gli uni con gli altri e tendono a stabilire un proprio territorio con una "zona franca" nelle zone periferiche, che si sovrappone coi territori di altri gruppi e non viene generalmente frequentata. in caso di invasione di territorio, questi animali fronteggiano gli intrusi con vocalizzazioni aggressive e combattimenti mimati: solo raramente si arriva a zuffe con conseguenze serie.

## Status e conservazione
All'interno dell'areale di questa specie si registra la perdita di foreste e la frammentazione dell'habitat, legata all'allevamento del bestiame, la principale attività economica della regione, che gestisce le praterie come pascoli praticando l’incendio annuale. La specie è anche cacciata. Si sospetta che la popolazione possa subire un calo del 50% nelle prossime tre generazioni.